# NGC 4598
NGC 4598 is een lensvormig sterrenstelsel in het sterrenbeeld Maagd. Het hemelobject werd op 15 april 1784 ontdekt door de Duits-Britse astronoom William Herschel.

## Synoniemen
- UGC 7829
- MCG 2-32-171
- ZWG 70.207
- VCC 1827
- PGC 42427